# Pałac Saski w Warszawie
Pałac Saski – klasycystyczny pałac, który znajdował się przy dzisiejszym placu marsz. Józefa Piłsudskiego w Warszawie. Był własnością królów Augusta II i Augusta III (1713–1763), następnie siedzibą Liceum Warszawskiego (1804–1817), rosyjskiego Dowództwa III Warszawskiego Okręgu Wojskowego (1864–1915), Sztabu Generalnego Wojska Polskiego (1918–1939) i Biura Szyfrów (1930–1937). Został wysadzony przez ostatniego użytkownika – okupacyjne wojska niemieckie – w ramach burzenia Warszawy w grudniu 1944 jako jeden z najważniejszych gmachów niemieckiej dzielnicy rządowej. W 2021 podjęto decyzję o odbudowie pałacu.

## Historia

### Powstanie pałacu i czasy saskie
Pierwotnie na miejscu pałacu stał dwór Tobiasza Morsztyna. Jego spadkobierca Jan Andrzej Morsztyn na miejscu dworu i części Wału Zygmuntowskiego wybudował po 1661 piętrowy barokowy pałac z czterema wieżami. Pałac ten zakupił w 1713 król August II Mocny, który próbując rywalizować z pałacem wersalskim Ludwika XIV (63 tys. m²) rozpoczął jego przebudowę ukończoną w 1724. Pracami kierowali Carl Friedrich Pöppelmann i Joachim Daniel Jauch. Przebudowany pałac stanowił jedno z założeń urbanistycznych Osi Saskiej ciągnącej się od Krakowskiego Przedmieścia do Koszar Mirowskich. Od 1716 Sala Teatralna pałacu stanowiła wraz z amfiteatrem położonym w Ogrodzie Saskim i Zamkiem Królewskim miejsce organizowania przedstawień teatralnych – Warszawa nie posiadała wówczas osobnego budynku teatralnego. Autorem dekoracji pałacu był Louis de Silvestre.
W ramach rozbudowy obiektu przyłączono do obszaru kompleksu pałacowego sąsiadujące z nim rezydencje magnackie – w 1721 posiadłość rodu Sanguszków, późniejszy pałac Brühla, a w 1726 dołączono rezydencję biskupa Teodora Potockiego, którą później przekształcono w pałac Błękitny, przeznaczony dla Anny Orzelskiej, córki Augusta II Mocnego. Przebudowa pałacu wraz z kształtowaniem założenia architektonicznego Osi Saskiej przebiegała w trzech etapach: pierwszym – od 1713 do początków lat 20. XVIII w., drugim – do śmierci Augusta II Mocnego w 1733 (z powodów finansowych i politycznych król zmuszony był znacznie spowolnić prace budowlane), i ostatecznie trzecim, kiedy w latach 30. i 40. XVIII w. August III Sas ukończył przebudowę kompleksu.
30 września 1733, w początkowej fazie wojny o sukcesję polską, pałac, który po śmierci Augusta II znajdował się w rękach saskich ministrów i posłów współpracujących z Rosją i Austrią, stanowiąc faktyczną enklawę Elektoratu Saksonii, został po nieudanym szturmie zmuszony do kapitulacji przez polski oddział strażnika polnego Bazylego Zagwojskiego. Atak na pałac służył zabezpieczeniu tyłów wojsk koronnych występujących pod dowództwem wojewody kijowskiego Józefa Potockiego w obronie legalnej elekcji królewskiej Stanisława Leszczyńskiego przed interwencją armii rosyjskiej, która wkroczyła na Pragę.

### Druga połowa XVIII i początek XIX wieku

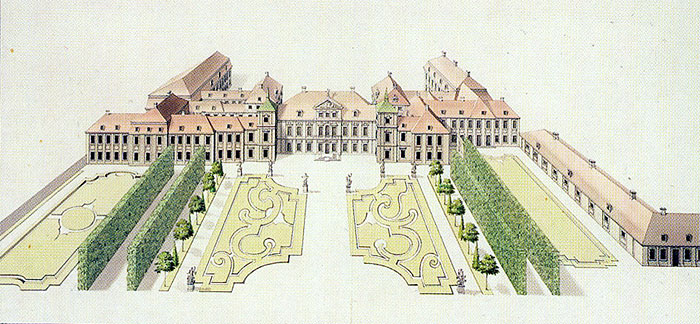
Pałac Saski w XVIII wieku

Po śmierci Augusta III Sasa w 1763 pałac utracił status rezydencji królewskiej i podupadł. Wciąż należał jednak do kolejnych elektorów saskich, którzy wynajmowali pomieszczenia w pałacu na biura i mieszkania. 17 kwietnia 1794 podczas insurekcji warszawskiej pod pałacem Saskim od strony wschodniej stoczono z żołnierzami rosyjskimi jedną z dwóch największych bitew w stolicy – powstańcy odparli wtedy atak silnej kolumny wojsk rosyjskich zmierzającej na odsiecz oblężonemu w pałacu na ulicy Miodowej naczelnemu wodzowi armii rosyjskiej Osipowi Igelströmowi.
Od 1804 pałac był siedzibą Liceum Warszawskiego. Jesienią 1810 na drugim piętrze prawego skrzydła pałacu zamieszkali Mikołaj i Justyna Chopinowie wraz z dziećmi: Ludwiką i Fryderykiem. Ojciec przyszłego kompozytora 1 października 1810 rozpoczął pracę w Liceum Warszawskim jako nauczyciel języka francuskiego. Chopinowie mieszkali w pałacu Saskim do 1817.
W latach 1808–1816 pałac Saski był nadal własnością królów Saksonii, jednak gdy na kongresie wiedeńskim Fryderyk August I został zmuszony do zrzeczenia się tytułu księcia warszawskiego, pałac sprzedano rządowi Królestwa Polskiego.
W 1817 podjęto próby zmiany charakteru budynku i okołopałacowego założenia krajobrazowego; polski architekt Piotr Aigner przedstawił projekt częściowej przebudowy pałacu i ustawienia alei stu kolumn wzdłuż Osi Saskiej. Do realizacji tej koncepcji jednak nie doszło, gdyż ówczesny namiestnik Józef Zajączek zrezygnował z przebudowy ze względu na jej wysokie koszty finansowe.

### Przebudowa po powstaniu listopadowym
W 1837 Adam Idźkowski, magister budownictwa i miernictwa oraz absolwent Oddziału Sztuk Pięknych Uniwersytetu Warszawskiego, opracował na zlecenie nowego właściciela pałacu Saskiego, kupca Iwana Skwarcowa, który nabył budynek od rządu za kwotę 115 200 złotych, plany jego przebudowy. Oprócz niego w konkursie na przebudowę brali udział m.in. Henryk Marconi i Antonio Corazzi. Zwyciężył projekt Marconiego, ale namiestnik Iwan Paskiewicz odrzucił go bez uzasadnienia i zatwierdził projekt Idźkowskiego. Na podstawie planów Idźkowskiego dokonano w latach 1839–1842 przebudowy gmachu w stylu klasycystycznym, rozbierając część środkową pałacu i dodając w tym miejscu kolumnadę w porządku korynckim. Zmodyfikowano także oba skrzydła boczne pałacu, dodając m.in. nawiązujące do stylu kolumnady pilastry. Przebudowany pałac przejął nazwę wcześniejszego budynku.
W listopadzie 1841 przed pałacem odsłonięto pomnik siedmiu polskich oficerów-lojalistów, zabitych 29 listopada 1830 przez powstańców za odmowę przejścia na ich stronę, zaprojektowany przez Antonia Corazziego. W latach 1894–1912 na placu wzniesiono monumentalny sobór św. Aleksandra Newskiego z 70-metrową dzwonnicą od strony ulicy Królewskiej. W związku z budową świątyni pomnik oficerów-lojalistów przeniesiono na plac Zielony.
W 1864 spadkobiercy Iwana Skwarcowa sprzedali pałac władzom wojskowym. Do 1915 gmach zajmowała armia Imperium Rosyjskiego – znajdowało się w nim rosyjskie Dowództwo III Warszawskiego Okręgu Wojskowego.

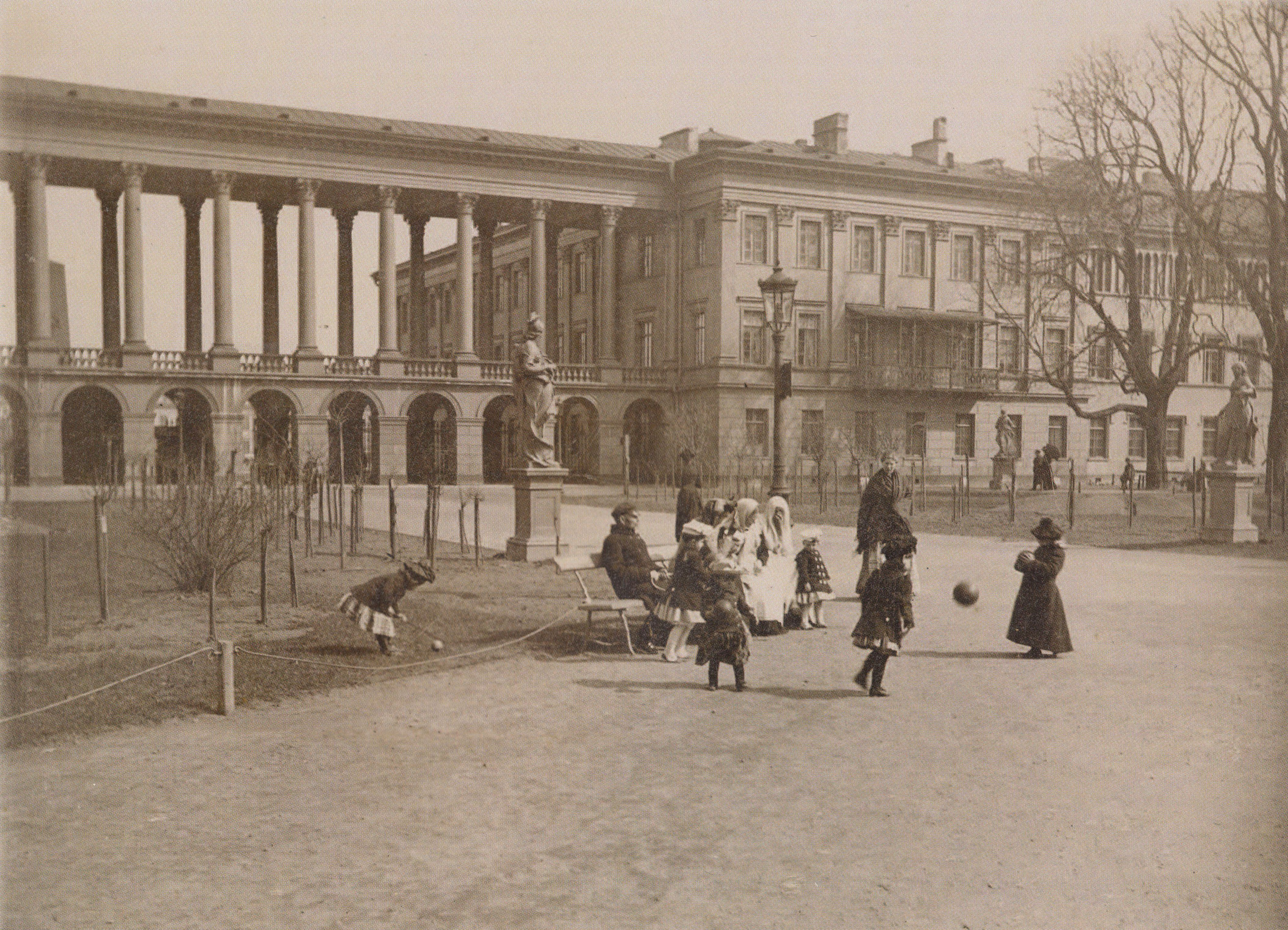
Pałac od strony Ogrodu Saskiego ok. 1895
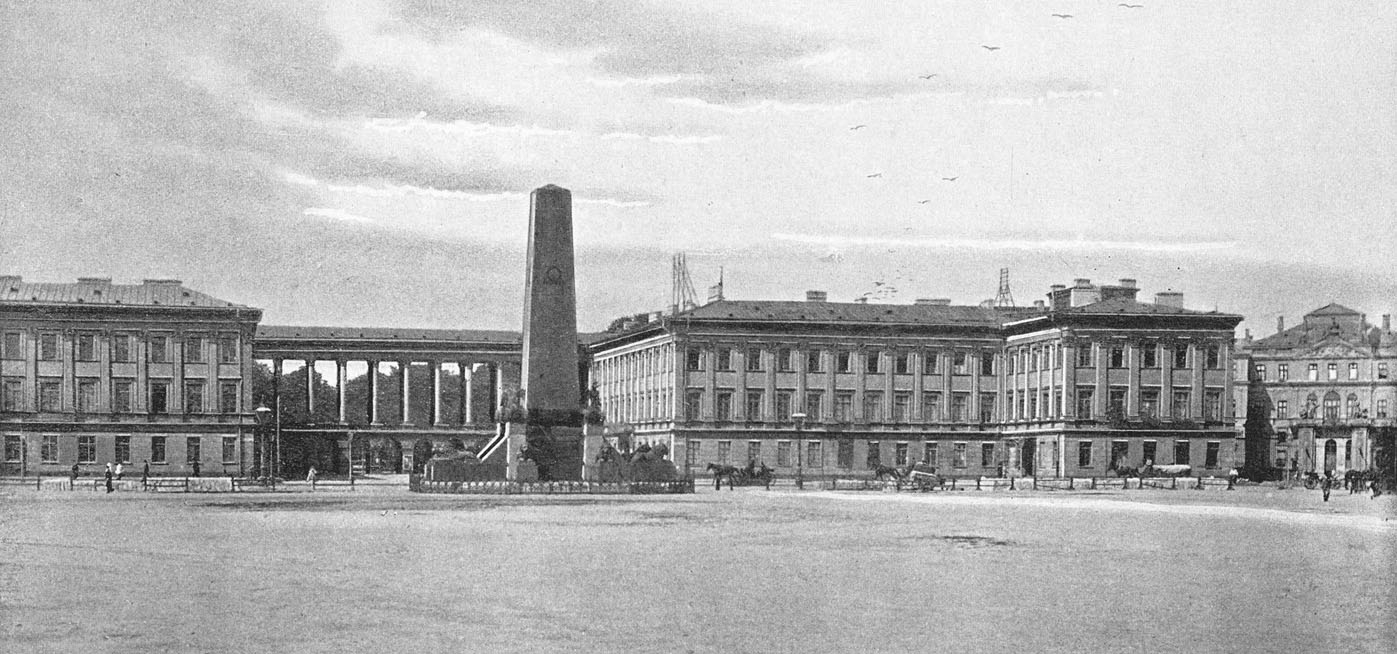
Pałac ok. 1895 roku; widoczny pomnik oficerów-lojalistów poległych w Noc Listopadową
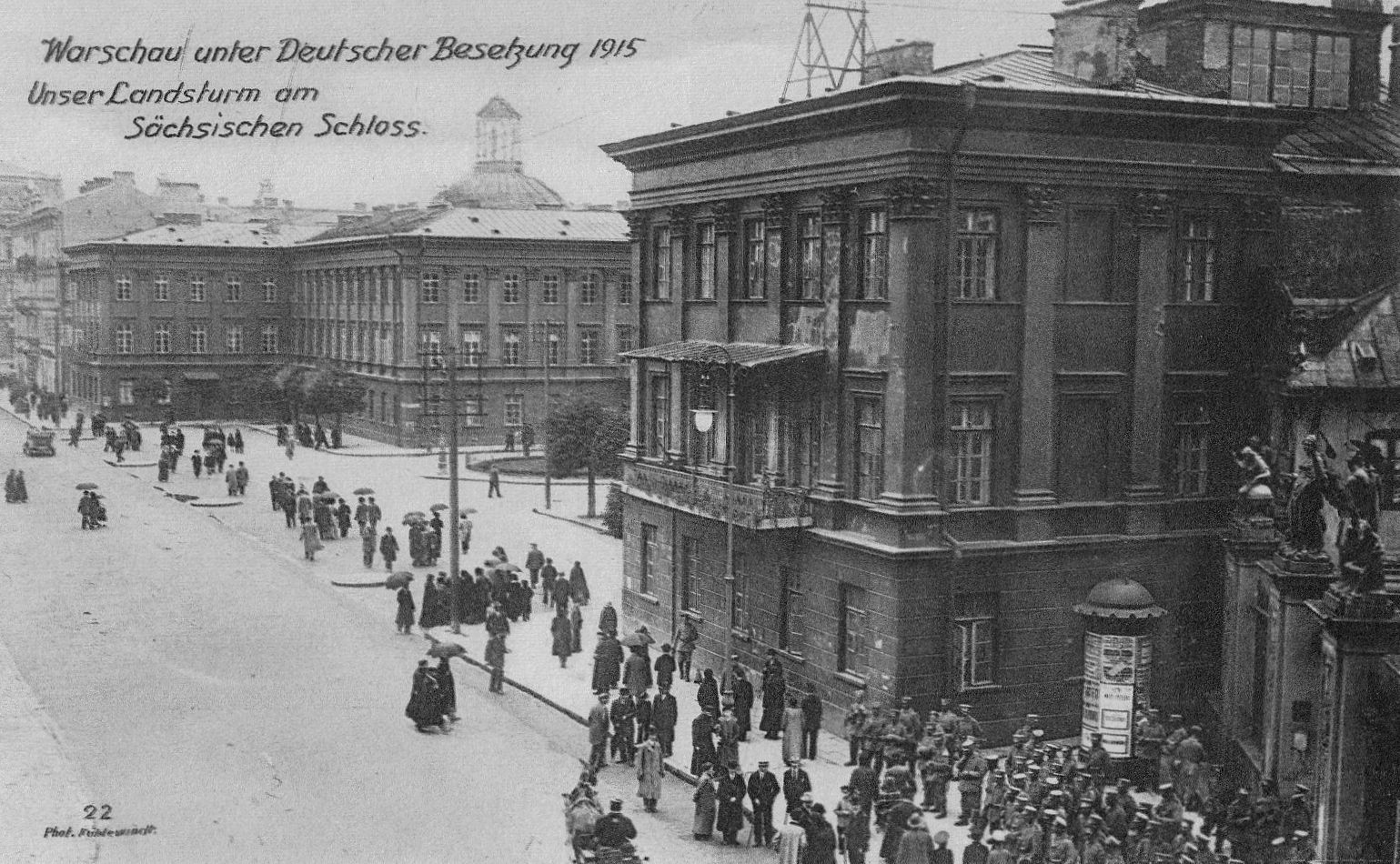
Fasada pałacu od strony placu Saskiego przed 1919
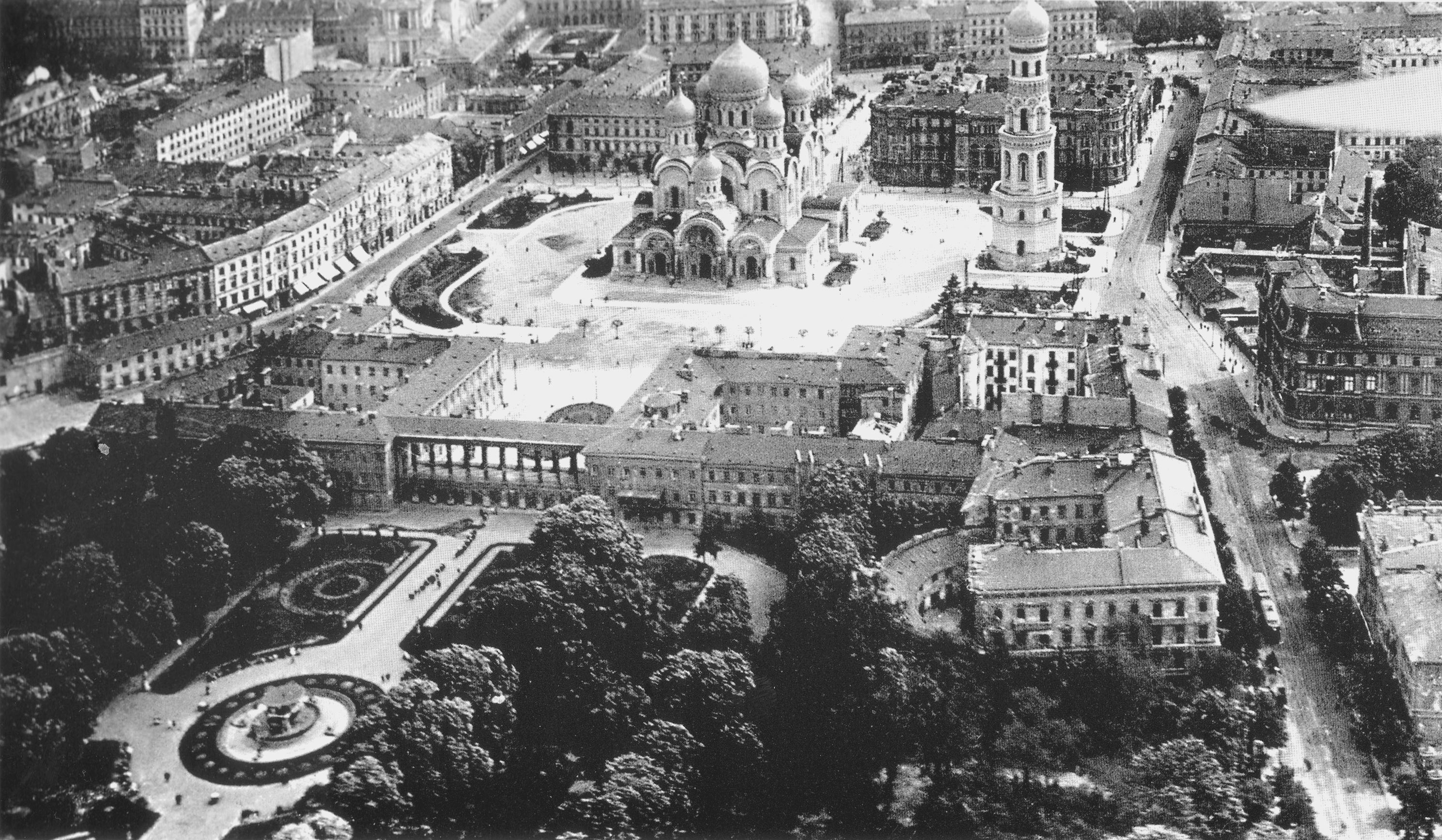
Zdjęcie lotnicze pałacu i okolic z ok. 1919 roku; widoczny sobór św. Aleksandra Newskiego
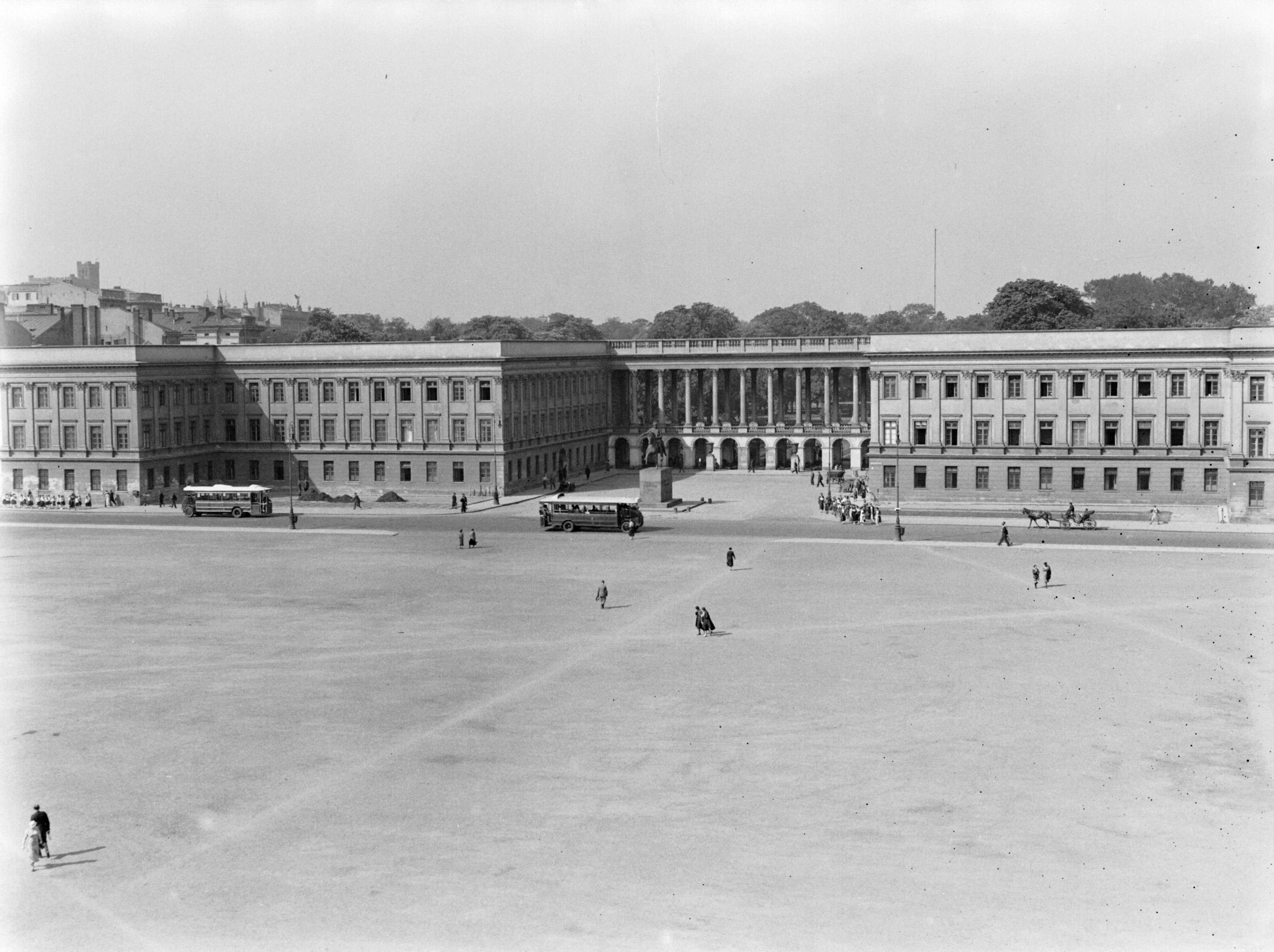
Pałac w 1934

### Okres międzywojenny i II wojna światowa; zniszczenie pałacu
Po odzyskaniu przez Polskę niepodległości w 1918 roku w pałacu Saskim ulokowano Sztab Generalny Wojska Polskiego. Działał w nim także zespół pod dowództwem podpułkownika Jana Kowalewskiego, który złamał bolszewickie szyfry, co przyczyniło się do zwycięstwa nad Armią Czerwoną w wojnie z 1920 roku. W 1923 roku przed budynkiem od strony placu Saskiego ustawiono pomnik księcia Józefa Poniatowskiego. Dwa lata później arkady pałacu Saskiego zostały wybrane przez władze Polski jako miejsce lokalizacji Grobu Nieznanego Żołnierza, którego odsłonięcie odbyło się 2 listopada 1925 roku. W latach 1930–1937 pałac Saski był siedzibą Biura Szyfrów – w grudniu 1932 roku trzech współpracujących z nim matematyków: Marian Rejewski, Jerzy Różycki i Henryk Zygalski dokonało w murach budynku pierwszego złamania kodu niemieckiej maszyny szyfrującej Enigma. W 1938 roku należące do Tadeusza Czosnowskiego Biuro Budowlane T. Czosnowski i Ska dokonało gruntownego remontu elewacji pałacu.
W wyniku agresji niemieckiej na Polskę, po kapitulacji Warszawy we wrześniu 1939 obiekt zajął Wehrmacht. Pałac znalazł się w centrum zajmowanej przez władze okupacyjne dzielnicy rządowej, objętej niemiecką segregacją rasową. Mieściła się w nim od grudnia 1941 podlegająca Dowództwu Wojskowemu w Generalnym Gubernatorstwie nadkomendantura polowa (Oberfeldkommandantur) Wehrmachtu dla dystryktu warszawskiego, sformowana wówczas na nowo jako 586 OFK na bazie komendantury miejskiej (Stadtkommandantur Warschau) po przeniesieniu 393 OFK do Białej Cerkwi i przemianowana 14 sierpnia 1943 na 225 OFK. Jako oficer Abwehry był do niej przydzielony por./kpt. Wilhelm Hosenfeld. Na czele nadkomendantury stali kolejno gen. mjr Walther von Unruh (do IV 1942), gen. por. Friedrich Rossum (IV 1942–IX 1943), gen. por. Adolf von Kleist (IX 1943–II 1944) i gen. por. Werner Schartow (II–X 1944).
1 sierpnia 1944 powstańcy warszawscy odcięli znajdującego się w pałacu dowódcę garnizonu warszawskiego, gen. por. Reinera Stahela, od głównych sił niemieckich, ale nie zdołali pokonać doborowych jednostek broniących tego rejonu. Pałac został odblokowany przez oddziały gruppenführera SS Heinricha Reinefartha, które przebiły się tam po dokonaniu rzezi Woli. 19 października 1944 warszawska nadkomendantura polowa Wehrmachtu została przeniesiona do Krakowa w związku z burzeniem Warszawy i realizacją projektu Festung Warschau. W dniach 27–29 grudnia 1944 gmach został wysadzony w powietrze przez oddział Sprengskommando mjr. Wegnera. Ocalał tylko fragment arkad z Grobem Nieznanego Żołnierza, o czym przekonano się po usunięciu gruzów. Według niektórych hipotez fragment ten przetrwał dlatego, że biorący udział w akcji wysadzania pałacu niemiecki żołnierz nie włożył dynamitu w przygotowane wcześniej otwory w tej części budowli z szacunku dla spoczywającego w grobie bezimiennego żołnierza polskiego z cmentarza Obrońców Lwowa.

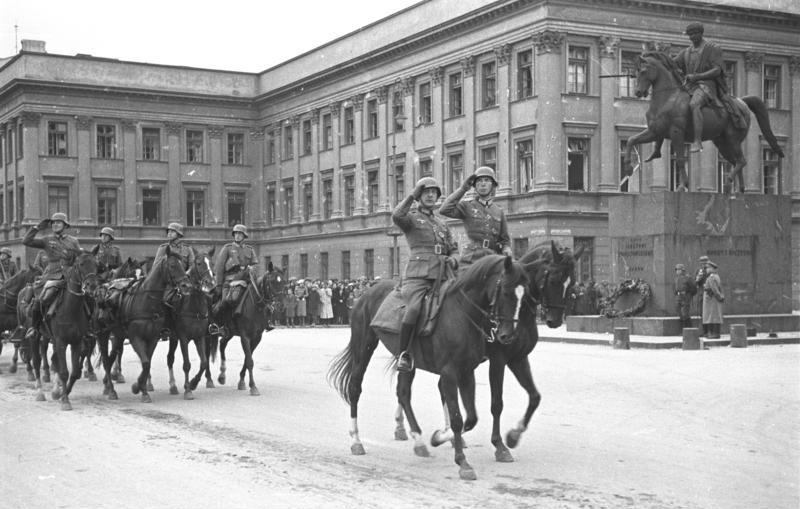
Defilada wojska niemieckiego po kapitulacji miasta we wrześniu 1939
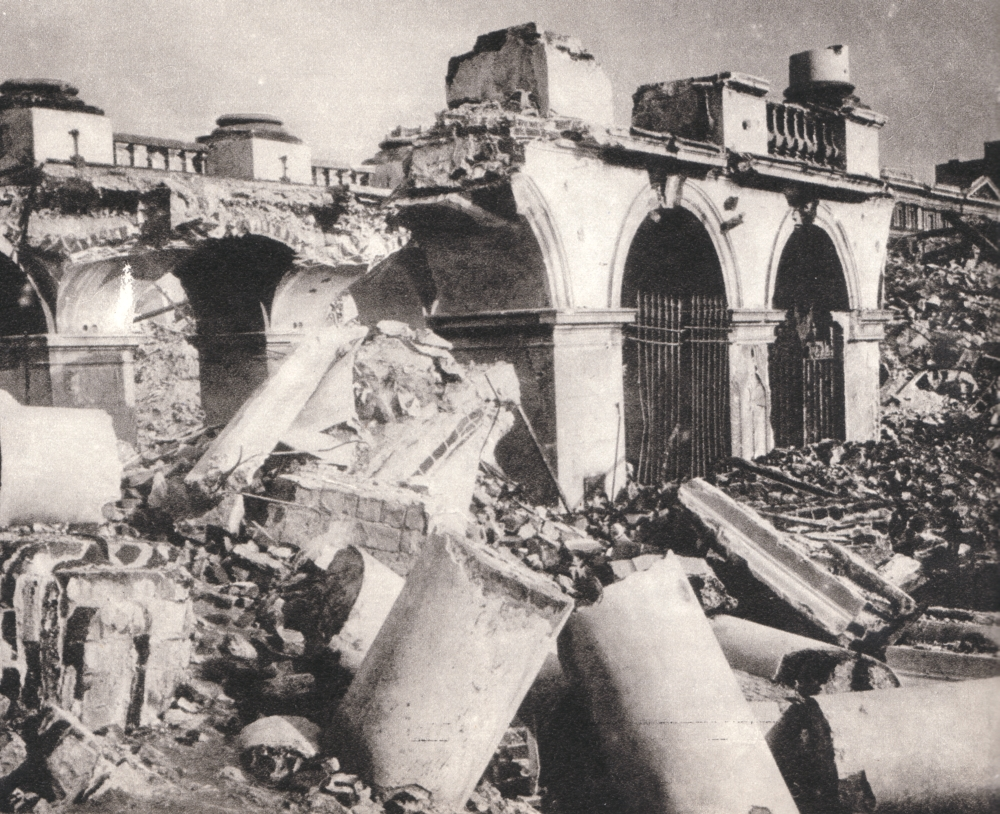
Ocalały fragment arkad pałacu Saskiego po wysadzeniu w 1944

### Okres powojenny; rozważania i próby odbudowy
Po zakończeniu II wojny światowej władze PRL brały pod uwagę odbudowę zachodniej pierzei placu Saskiego (przemianowanego na plac Zwycięstwa), której część stanowił w przeszłości pałac Saski, jednak bez samego pałacu. W 1946 roku przeprowadzono według projektu architekta Zygmunta Stępińskiego rekonstrukcję ocalałego fragmentu arkad budynku z Grobem Nieznanego Żołnierza, pomyślaną jako „trwała rzeźba architektoniczna”, a w 1947 rozpisano pierwszy konkurs architektoniczny, który wyłonił koncepcję częściowej odbudowy pałacu Brühla i zakończył się realizacją budynku Ministerstwa Obrony Narodowej przy ul. Królewskiej 1 w 1950. Rekonstrukcja całości pałacu Saskiego została formalnie dopuszczona po raz pierwszy w 1972 (po podjęciu decyzji o odbudowie Zamku Królewskiego) w założeniach kolejnego konkursu na zagospodarowanie przestrzenne placu Zwycięstwa, który doprowadził do budowy hotelu Victoria na miejscu pałacu Kronenberga. Zwycięski (niezrealizowany) projekt architektów Bohdana Gniewiewskiego i Bolesława Koseckiego zakładał jednak zastąpienie pałacu dwoma pawilonami Muzeum Walk Rewolucyjnych i Wyzwoleńczych, podobnie jak wcześniej zwycięski projekt z 1964.
Pomysł rekonstrukcji pałacu Saskiego w przedwojennej formie pojawił się po 1989. W 1993 zaproponowała go podczas nowego konkursu Pracownia Konserwacji Zabytków Zamek sp. z o.o., a w 1998 był rozważany przez Radę miasta stołecznego Warszawy w jednym z wariantów ustaleń wiążących dla miejscowych planów zagospodarowania przestrzennego. We wrześniu 1999 została zorganizowana akcja „odbudowy” pałacu z klocków Lego. Idea odbudowy budynku odżyła w latach 2004–2006 za sprawą prezydenta Warszawy Lecha Kaczyńskiego, który uczynił ją jednym ze sztandarowych projektów swojej prezydentury w stolicy. W lutym 2004 ogłoszono przetarg na odbudowę pałaców Saskiego i Brühla oraz kamienicy przy ul. Królewskiej. Wybrano projekt i przedsiębiorstwo Budimex Dromex SA, mające odpowiadać za prace przedprojektowe, projektowe i budowlane. Na odbudowę miasto wyasygnowało środki w wysokości 200 milionów złotych. Podczas prac archeologicznych, związanych z inwestycją, w okolicach Grobu Nieznanego Żołnierza odnaleziono wybudowany w 1933 tunel łączący skrzydła pałacowe. Odsłonięto również fundamenty pałacu. Najstarszymi odsłoniętymi elementami były piwnice pałacu Morsztyna. Natrafiono także na relikty studni, kanałów ściekowych i latryn.
25 listopada 2006 wykopaliska udostępniono publiczności. Zgodnie z odpowiednią ekspertyzą większość fundamentów pałacu Saskiego była zbyt słaba, by na nich budować nową konstrukcję. 17 maja 2007 część piwnic (fundamenty pałaców Morsztyna i Saskiego) została wpisana do rejestru zabytków. W trakcie prac archeologicznych prowadzonych w latach 2006 i 2008 zinwentaryzowano około 45 tysięcy obiektów ruchomych, głównie z XVIII wieku.
Pierwotnie zakładano ukończenie odbudowy pałacu do 2010. W zrekonstruowanym budynku swoją siedzibę miał mieć Urząd Miasta Stołecznego Warszawy, którego poszczególne instytucje były rozproszone w kilku różnych budynkach na terenie całego miasta. W 2008 prezydent Warszawy Hanna Gronkiewicz-Waltz zdecydowała o rozwiązaniu umowy z wykonawcą inwestycji, mimo że dotychczas poniesione koszty wynosiły 15,6 miliona złotych. Decyzja ta była argumentowana wpisem odsłoniętych piwnic do rejestru zabytków. We wrześniu 2008 roku odkryte fundamenty zasypano piaskiem i zabezpieczono geowłókniną do czasu ewentualnego wznowienia prac budowlanych. Środki przeznaczone na odbudowę pałacu prezydent miasta przeznaczyła na budowę mostu Północnego.
W 2013 powstało stowarzyszenie „Saski 2018”; celem stowarzyszenia była odbudowa pałacu Saskiego do 11 listopada 2018, na setną rocznicę odzyskania niepodległości przez Polskę. Stowarzyszenie zrzesza wielbicieli Warszawy, a także prawników i archeologów. W celach statutowych stowarzyszenia znajdują się m.in. nagłaśnianie kwestii odbudowy Pałacu Saskiego w mediach, poszukiwanie, dla władz Warszawy lub Skarbu Państwa, źródeł finansowania odbudowy pałacu Saskiego i zagospodarowania placu Piłsudskiego wszelkimi sposobami dozwolonymi prawem, czy organizacja dyskusji publicznych dotyczących możliwości zagospodarowania placu Piłsudskiego i jego okolic.
We wrześniu 2014 nastąpiła premiera projektu saski360, w ramach którego powstała interaktywna aplikacja multimedialna, pokazująca za pomocą lotniczych panoram oraz wizualizacji nieistniejący pałac Saski, w kontekście współczesnej architektury Warszawy. Wizualizacje zostały wykonane według projektu pracowni architektonicznej PBPA Projekt. Zdjęcia lotnicze wykonano z kilku punktów, dzięki czemu użytkownicy mogą zobaczyć wizualizacje pałacu z kilku perspektyw. Aplikacja zawiera także zdjęcia stacjonarne wzbogacone o wizualizacje. Całość tworzy wirtualną wycieczkę, która daje możliwość zobaczenia, jak w krajobrazie dzisiejszej Warszawy prezentowałyby się zabudowania głównego elementu Osi Saskiej, czyli pałacu Saskiego oraz pałacu Brühla i kamienic przy ulicy Królewskiej.

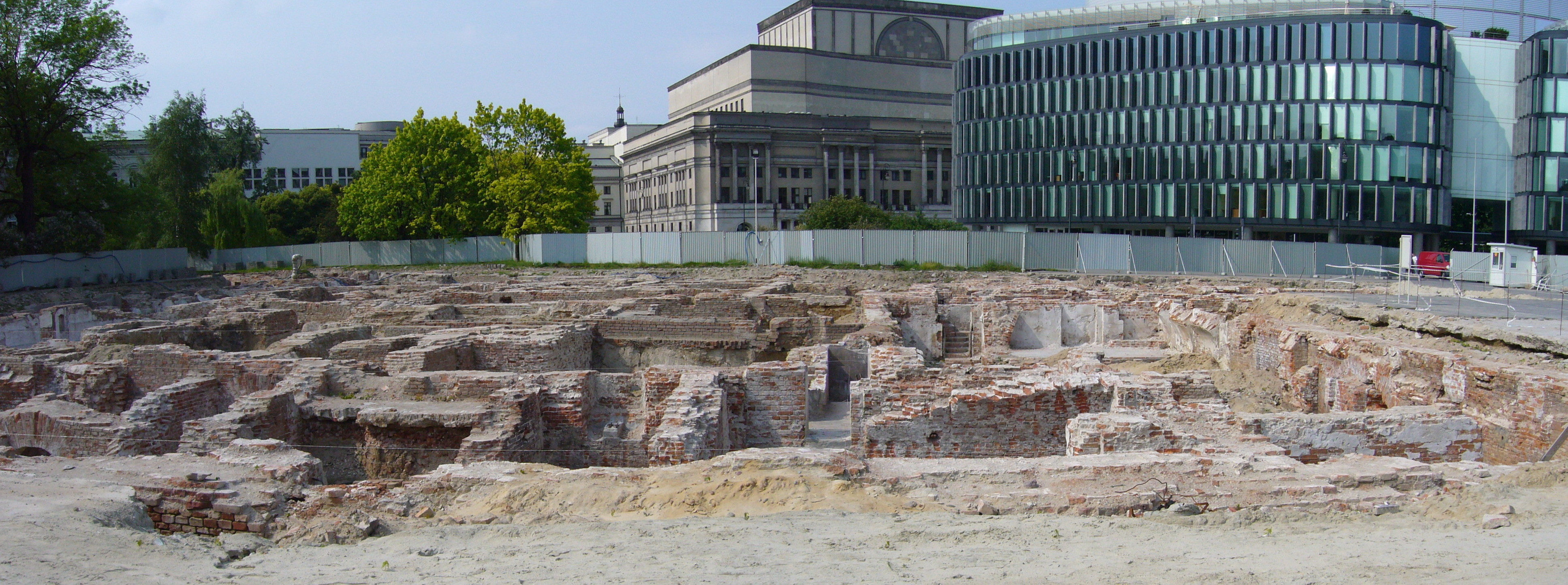
Odkryte fundamenty pałacu Saskiego, maj 2007
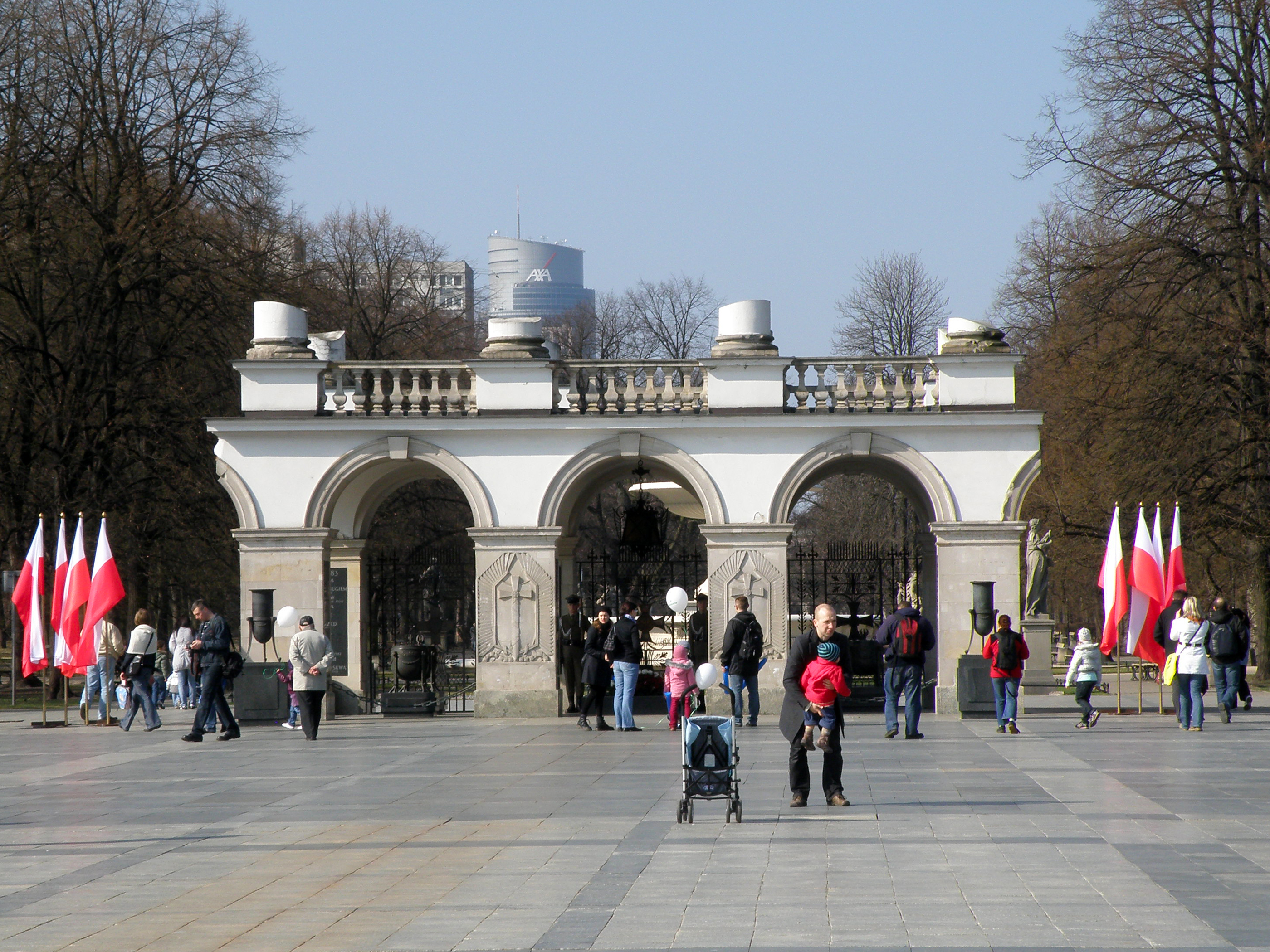
Relikty pałacu, Grób Nieznanego Żołnierza.

## Plany i przygotowania do odbudowy
W 2017, podczas zorganizowanego przez warszawski oddział Wspólnoty Polskiej oraz stowarzyszenie „Saski 2018” spotkania w Domu Polonii w Warszawie, potomkowie polskich matematyków odpowiedzialnych za złamanie szyfru Enigmy: Janina Sylwestrzak – córka Mariana Rejewskiego, Janusz Różycki – syn Jerzego Różyckiego oraz Jerzy Palluth – syn Antoniego Pallutha, wykładowcy tajnych kursów kryptologii wojskowej w Poznaniu, konstruktora urządzeń cyfrowych i współwłaściciela Wytwórni Radiotechnicznej AVA podpisali apel do prezydenta Rzeczypospolitej Polskiej w sprawie wznowienia odbudowy pałacu Saskiego. W 2018 Komitet Narodowych Obchodów Setnej Rocznicy Odzyskania Niepodległości Rzeczypospolitej Polskiej poparł inicjatywę prezydenta Andrzeja Dudy dotyczącą odbudowy gmachu. Zgodnie z tą koncepcją pałac miałby stać się siedzibą Senatu, a pobliski pałac Brühla siedzibą Ministerstwa Spraw Zagranicznych. 11 listopada 2018 roku podczas obchodów setnej rocznicy odzyskania niepodległości przez Polskę prezydent Andrzej Duda podpisał deklarację o restytucji pałacu Saskiego.
W maju 2021 Prawo i Sprawiedliwość ogłosiło rozpoczęcie odbudowy pałacu Saskiego w 2023. W lipcu 2021 prezydent Andrzej Duda wniósł do Sejmu projekt ustawy o odbudowie pałacu Saskiego, pałacu Brühla oraz trzech kamienic przy ulicy Królewskiej w Warszawie na potrzeby Kancelarii Senatu i Mazowieckiego Urzędu Wojewódzkiego według zewnętrznego kształtu architektonicznego z 31 sierpnia 1939, którą Sejm uchwalił 11 sierpnia. Prezydent podpisał ją 15 sierpnia 2021 podczas dnia Święta Wojska Polskiego. Projekt nie był konsultowany z mieszkańcami Warszawy ani ze środowiskami architektów, urbanistów i konserwatorów zabytków. Z chwilą wejścia w życie ustawy stowarzyszenie „Saski 2018” uznało swój cel statutowy za zrealizowany, w związku czym przyjęło uchwałę o swoim rozwiązaniu. W grudniu 2021 powołano spółkę celową Pałac Saski.
W sierpniu 2022 rozpoczęły się pierwsze prace związane z przygotowaniem terenu do odbudowy pałacu Saskiego, pałacu Brühla i kamienic przy ul. Królewskiej. Spółka poinformowała, że z planową inwestycją koliduje ok. 150 drzew w Ogrodzie Saskim, głównie lip i dębów. Do wycięcia przeznaczono 60 drzew, a 90 do przesadzenia w inne miejsca.
We wrześniu 2022 powołano Radę Odbudowy Pałacu Saskiego, w której skład weszli: Izabela Bogucka, Wojciech Fałkowski, Marlena Happach, Michał Laszczkowski, Jadwiga Lesisz, Ewa Malinowska-Grupińska, Małgorzata Omilanowska, Piotr Walkowiak, Michał Wiater i Tadeusz Wolsza.
W październiku 2022 otwarto wystawę Okruchy przeszłości, mającą postać rozwieszonych na ogrodzeniu terenu odbudowy pałacu Saskiego i pozostałych budynków wielkoformatowych plansz ze zdjęciami historycznych przedmiotów, wydobytych podczas prac archeologicznych, prowadzonych na obszarze po pałacu Saskim w latach 2006–2008, oraz tekstem dotyczącym historii zabudowań zachodniej pierzei placu Piłsudskiego. Minister kultury i dziedzictwa narodowego Piotr Gliński ogłosił, że pałac Saski, pałac Brühla i kamienice przy ul. Królewskiej mają zostać odbudowane „nie tylko w stylu, ale także z autentycznych, historycznych materiałów” oraz dodał, że w pałacu Brühla znajdzie się siedziba Senatu, a w pałacu Saskim reprezentacyjne przestrzenie dla Urzędu Marszałkowskiego Województwa Mazowieckiego. Jan Edmund Kowalski dodał, że we wnętrzach odbudowanego pałacu Saskiego znajdzie się też centrum historyczno-kulturalne, którego koncepcję wspólnie opracowują pod egidą Ministerstwa Kultury przedstawiciele następujących warszawskich instytucji: Muzeum Narodowego, Muzeum Historii Polski, Zachęty – Narodowej Galerii Sztuki, Narodowego Instytutu Fryderyka Chopina i Biura Programu „Niepodległa”. Odkopano wówczas ponad 60% zachowanych reliktów dawnego pałacu Saskiego w celu przeprowadzenia prac konserwatorskich i badań archeologicznych. W czasie prac odkryto m.in. zbiornik na wodę oraz pochówek wampiryczny o nieustalonym datowaniu.
W listopadzie 2022 spółka Pałac Saski Sp. z o.o. podpisała umowę ze Stowarzyszeniem Architektów Polskich (SARP) na zorganizowanie i przeprowadzenie w kolejnym roku międzynarodowego konkursu architektoniczno-urbanistycznego na opracowanie koncepcji architektonicznej wraz z zagospodarowaniem terenu dla inwestycji w postaci odbudowy pałacu Saskiego, pałacu Brühla oraz kamienic przy ulicy Królewskiej. W październiku 2023 ogłoszono, że jego zwycięzcą został projekt autorstwa warszawskiej pracowni WXCA. We wrześniu 2024 koncepcja ta, przewidująca uzyskanie powierzchni użytkowej 71 tys. m² kosztem 2,45 mld zł, otrzymała nagrodę International Architecture Awards w kategorii restauracji i renowacji.
W listopadzie 2022 Rada miasta stołecznego Warszawy przyjęła stanowisko sprzeciwiające się uszczupleniu terenu Ogrodu Saskiego o 341 m² i wycince drzew w związku z planowaną inwestycją, żądając minimalizacji jej skutków środowiskowych i wskazując na błędy w dokumentacji. Biuro Ochrony Środowiska Urzędu m.st. Warszawy zaskarżyło decyzję regionalnej dyrekcji ochrony środowiska w sprawie odbudowy Pałacu Saskiego w październiku 2023 i ponownie w styczniu 2025, powołując się na realizację obowiązku ochrony parku i warunków życia mieszkańców.